# 霍緬基 (沙爾霍羅德區)
48°41′7″N 28°13′50″E / 48.68528°N 28.23056°E
霍緬基（烏克蘭語：Хоменки），是烏克蘭的村落，位於該國西南部文尼察州，由日梅林卡區負責管轄，始建於1625年，面積31.6平方公里，海拔高度218米，2001年人口2,165，人口密度每平方公里68.51人。